# Sleeq
Kim Ryeong-Hwa (en hangul, 김령화) (4 de marzo de 1991), más conocida por su nombre artístico Sleeq (en hangul, 슬릭), es una rapera y compositora surcoreana.

## Sobre Sleeq
Inició su carrera el 2011 en el Underground Crew 'We make history', siendo reconocida por su estilo clásico y además como MC Femenina, recibiendo atención como una buena rapera. El mismo año sacó su segundo single "Youth"
El 2013 fue elegida por Jerry.K junto a Rico para formar la nueva compañía musical Daze Alive. Siendo reconocida por él gracias al single "Lightless", pudiendo observar así el potencial de Sleeq. Debutó el 2014 en Daze Alive con el sencillo "Rap Tight".
Fue la elegida para hacer el rap de la canción con la que Shin Sizu hizo su debut oficial.

## Colaboraciones
- Jerry.K - Higher (Feat. & Rico & Don Malik)
- Jerry.K - Fire Remix (Feat. Rico & Don Malik)
- Jerry.K - 묵념
- Shin Zisu - Hey Jude (Feat. Sleeq)

## Premios
- 2017 Korean Hip Hop Awards: Underrated Album of the Year (Colossus)

## Vida personal
Elaboró una canción llamada "Equalist" que dedicó a San E por su canción "Feminist", ya que la canción de San E hablaba de misandria que aparentemente él trataba como "feminismo". Sleeq no tardó en responder mostrando "Equalist" al público y mostrando un obvio diss a San E diciendo que el movimiento feminista no era todo aquello que él pensaba y mucho más del tema en su canción.